# Nhà thờ thánh Michael the Archangel, Katowice

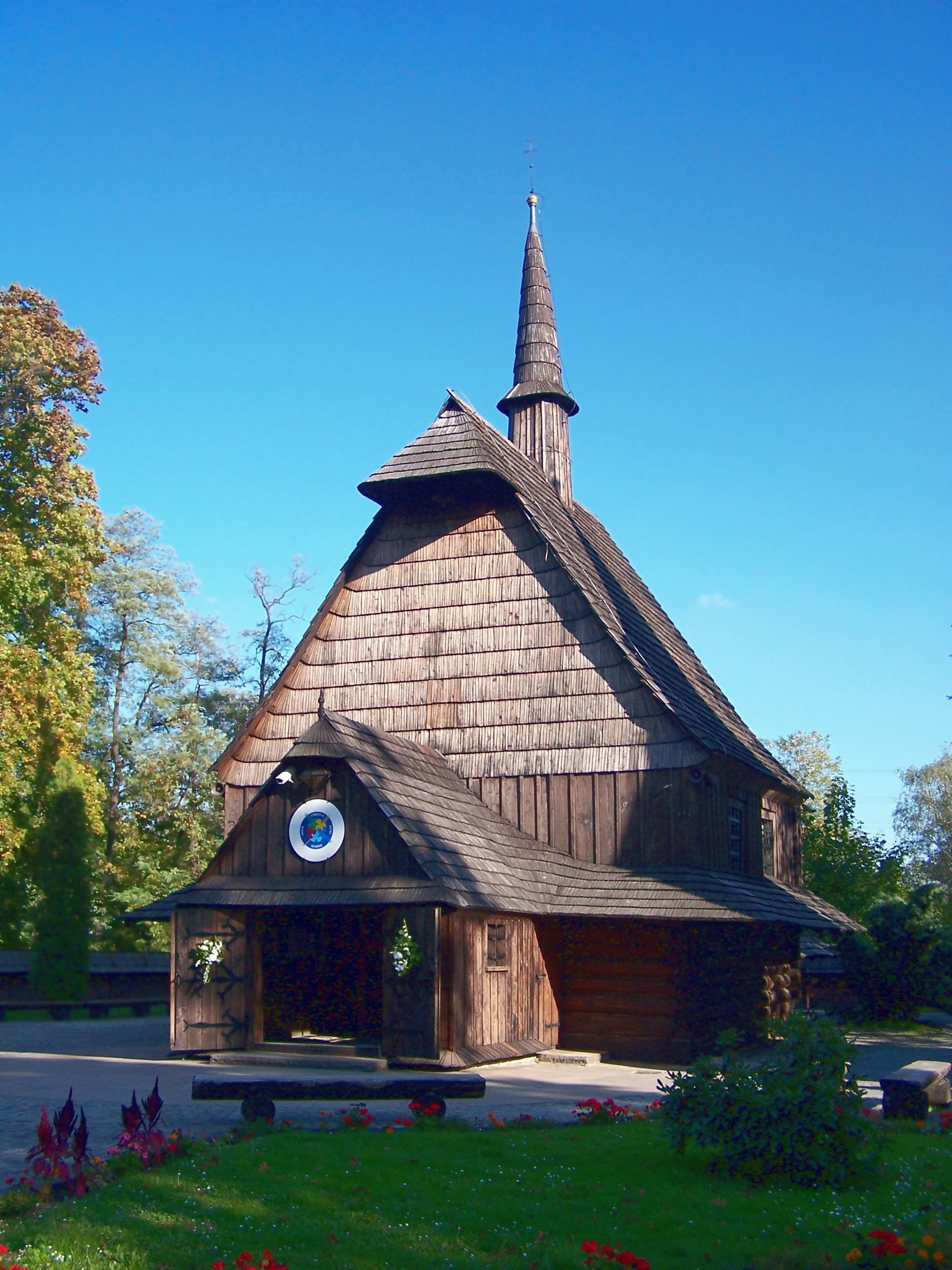
Nhà thờ thánh Michael

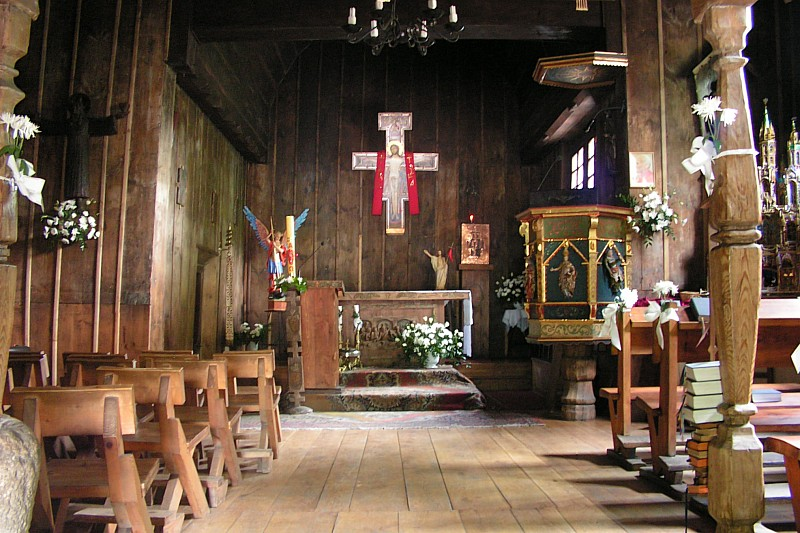
Bên trong nhà thờ

Nhà thờ thánh Michael Archangel (tiếng Ba Lan: Kościół św. Michała Archanioła w Katowicach Michała Archanioła w Katowicach) là một trong những tòa nhà cổ nhất ở Katowice. Nó nằm trong Công viên Kościuszko, nơi nó được di chuyển vào năm 1938 từ làng Syrynia, nơi nó được xây dựng vào năm 1510. Đó là dưới sự cầu khẩn của Thánh Michael. 
Nó có kết cấu xây dựng với khung gỗ tròn và mái lợp. Chuông báo đứng tự do được xây dựng và hoàn thành trước năm 1679; nó có cổng lych lịch sử và hàng rào gỗ bao xung quanh sân nhà thờ.

## Lịch sử
Nhà thờ thánh Michael Archangel được xây dựng lần đầu tiên vào năm 1305 tại Syrynia, gần Wodzisław ląski. Lúc đó nó có mục đích là để phòng thủ; nó được sử dụng bởi những người sống trong làng như một nơi mà họ có thể ẩn náu và trốn thoát, trong trường hợp bị tấn công. Tháp chuông đứng tự do được sử dụng như một tháp canh. Nhà thờ, với hình dạng và kích thước giống như bây giờ, được xây dựng vào năm 1510. Vào thế kỷ 17, một tòa tháp đứng tự do mới được xây dựng nhưng nó đã được thay thế bằng tòa tháp hiện tại vào năm 1853. Vào năm 1913, người Đức Kaiser, Wilhelm II, đã đến thăm nhà thờ và, theo báo cáo, rất ngưỡng mộ vẻ đẹp của nhà thờ.
Trong những năm 1938-1939, nhà thờ được chuyển đến Công viên Kosciuszko. Đây là một phần của một dự án lớn trước Thế chiến II, nhằm tạo ra một công viên di sản với các ví dụ về kiến trúc Silesian truyền thống. Cùng với nhà thờ, một vựa lúa từ thế kỷ 17 từ Gołkowice cũng được chuyển đến Công viên Kosciuszko. Thật không may, nó đã bị đốt cháy trong một vụ hỏa hoạn vào năm 1969. Ngọn lửa không lan rộng và may mắn rằng nhà thờ, tháp chuông và hàng rào xung quanh không bị ảnh hưởng.
Sau khi Thế chiến II nổ ra, người Đức chiếm không cho phép nhà thờ được mở và sử dụng cho các dịch vụ. Đến cuối Chiến tranh, các boongke và chiến hào được xây dựng gần nhà thờ, tuy nhiên vào năm 1945, tiền tuyến đã di chuyển và nhà thờ vẫn may mắn sống sót. Trong những năm sau chiến tranh và sau những thay đổi trong tình hình chính trị ở Ba Lan, nhà thờ đã bị lãng quên và bị bỏ rơi trong một vài năm. Thậm chí còn có một ý tưởng rằng nhà thờ nên được di chuyển một lần nữa, lần này đến một công viên ở Pszczyna. Tuy nhiên, ý kiến của các chuyên gia là như vậy, tình trạng kỹ thuật cũng như các điều kiện xung quanh của tòa nhà nhà thờ không cho phép nhà thờ được vận chuyển.
Sau những thay đổi chính trị vào năm 1956, tình hình của nhà thờ bắt đầu được cải thiện. Nhà thờ được ban phước lần thứ ba và bắt đầu được sử dụng để phục vụ cho các dịch vụ. Nhà thờ từ đó cũng được yêu cầu chăm sóc và sửa chữa ngay lập tức. Năm 1981, một giáo xứ mới của Thánh Michael Archangel đã được thành lập. Hầu hết các bức tranh vẫn còn trên tường vào những năm 1930, đã bị cuốn trôi trước khi nhà thờ được chuyển đến Katowice. Nhiều trong số các phụ kiện kiến trúc là tương đối mới tuy nhiên có những thứ cũ hơn nhiều; một ví dụ có thể là một ambo baroque.

## liên kết ngoài
- Danh sách các nhà thờ bằng gỗ-Katowice (bằng tiếng Ba Lan) Lưu trữ ngày 12 tháng 3 năm 2016 tại Wayback Machine
- Giáo xứ St. Michael Archangel ở Katowice (tiếng Ba Lan)